# Rhinochimaera
Rhinochimaera é um género de peixe da família Rhinochimaeridae.
Este género contém as seguintes espécies:
- Rhinochimaera africana
- Rhinochimaera atlantica
- Rhinochimaera pacifica (Mitsukuri, 1895)